# Munus

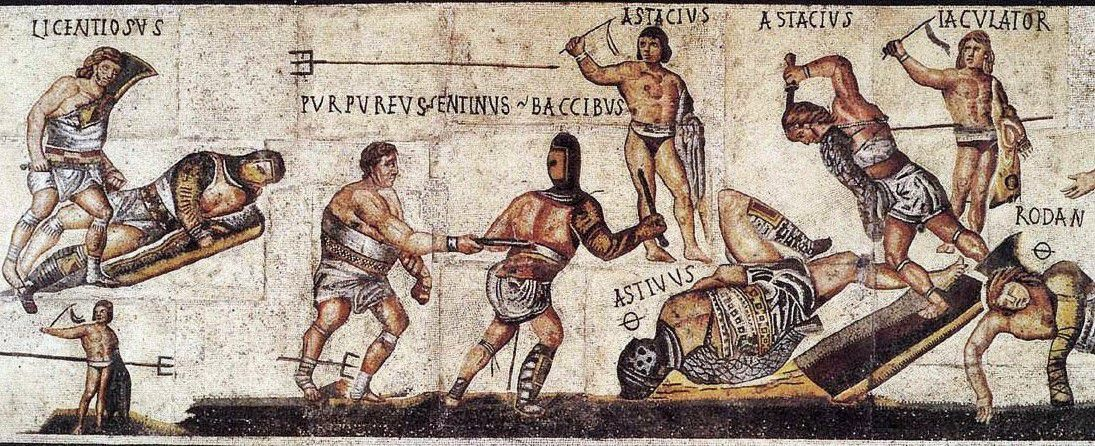
Munera Gladiatoria: Mosaic representant la celebració d'un munus

Munus és una paraula llatina (plural: munera) que designava un sacrifici en honor dels manes, els esperits dels difunts, una tradició dels antics romans, però que també es practicava entre els grecs i altres pobles del Mediterrani. Quan els combats de gladiadors es van posar de moda, la paraula munus es va fer servir també per a referir-se a aquests espectacles.

## Origen i evolució
Hi havia la tradició, en temps arcaics, quan moria un dirigent guerrer, de fer una lluita mentre cremava la pira funerària. La sang vessada durant aquesta lluita era una mena de sacrifici en honor dels manes del difunt. Quan arribava la notícia que un guerrer havia mort lluny de la seva terra, al camp de batalla, els familiars no podien fer una cerimònia d'enterrament amb el cos del difunt, però se'ls lliurava l'espasa del guerrer, i amb aquesta se celebrava un combat invocant els manes (munus gladiatorium). Una altra manera de guardar la memòria del difunt era representar-lo en dibuixos que decoraven les parets del panteó familiar. En ciutats etrusques i samnites, s'han trobat pintures que representen la cerimònia del munus que es va celebrar.
Els historiadors antics van deixar constància de diverses celebracions de munus; la més antiga que es coneix és la que van ordenar els germans Marc i Dècim Juni Pera pel funeral del seu pare. Es va celebrar al fòrum Boari i va consistir en tres parelles de gladiadors de tipus traci.
Un altre dels més antics se'n va celebrar el 216 aC, en honor del difunt Marc Emili Lèpid, que havia estat cònsol i àugur. Els seus fills van encomanar tres dies de munera gladiatora al Fòrum Romà usant vint-i-dos parells de gladiadors.
Amb el temps, aquesta cerimònia va deixar d'estar únicament relacionada amb guerrers destacats i d'esdevenir una manera de diferenciar-se les famílies riques. També els membres de la classe alta els feien servir, sabent que eren del gust dels romans, generalment buscant la popularitat per presentar-se després als comicis. Està el cas de Tit Flamini, que, per commemorar la mort del seu pare, va organitzar un munus que va durar quatre dies; va anar acompanyat amb repartiment de menjar entre els assistents i, a més, es van fer representacions teatrals (ludi scaenici). Hi van lluitar setanta-quatre gladiadors. Un altre exemple d'ostentació el trobem quan Sul·la, durant el seu mandat com a pretor, va mostrar la seva perspicàcia habitual a trencar les seves pròpies lleis sumptuàries donant els munera més luxosos vistos a Roma, en ocasió del funeral de la seva dona.
En el 65 aC, Juli Cèsar, que acabava de ser escollit edil curul, va voler competir amb l'espectacle ofert per Sul·la pagant uns jocs (ludi) que va justificar com a munus en honor del seu pare, que havia mort vint anys enrere. Tot i el ja enorme deute personal, va utilitzar tres-cents vint parells de gladiadors equipats amb armadura platejada. Cèsar encara n'hauria volgut més, però el senat, temorós del poder que podia adquirir, va imposar un límit de 320 parells com a nombre màxim de gladiadors que un ciutadà podria tenir a Roma. L'espectacularitat de Cèsar no tenia precedents i les diferències pràctiques entre ludi i munera van començar a desdibuixar-se.
En endavant, la paraula munus es va fer servir per a referir-se a espectacles de gladiadors, encara que no tinguessin relació amb cap difunt. Diversos emperadors els van encarregar simplement per entreteniment del poble: Neró, Trajà i Còmmode.